# Стів Руйєр
Стів Руйєр (нім. Steve Rouiller, нар. 10 липня 1991, Монте) — швейцарський футболіст, захисник клубу «Серветт».

## Ігрова кар'єра
Народився 10 липня 1991 року в Монте. Вихованець футбольної школи клубу «Сьйон».
У дорослому футболі дебютував 2011 року виступами за команду «Монте», в якій провів два сезони, взявши участь у 62 матчах чемпіонату. 
2013 року став гравцем основного складу «Сьйона», де провів один сезон, так і не зробившись до основного складу. Натомість протягом  2014—2018 років грав за «К'яссо» та «Лугано».
2018 року перейшов до «Серветта», де на багато років став ключовим гравцем у центрі оборони. 2024 року допоміг команді здобути Кубок Швейцарії.

## Титули і досягнення
- Володар Кубка Швейцарії (1):

«Серветт»: 2023-2024